# Agafia Constantin-Buhaev
Agafia Constantin-Buhaev także Orlov (ur. 19 kwietnia 1955 w Mili) – rumuńska kajakarka. Złota medalistka olimpijska z Los Angeles (1984).
Brała udział w trzech igrzyskach olimpijskich (IO 76, IO 80, IO 84). W 1984, pod nieobecność sportowców z części krajów tzw. Bloku Wschodniego, zdobyła złoto w kajakowej czwórce na dystansie 500 metrów. Na  mistrzostwach świata była medalistką w wielu konkurencjach. 